# Bury My Sins
Bury My Sins ist eine Hardcore-Punk/Metalcore-Band aus Bad Hersfeld und Gotha.

## Bandgeschichte
Bury My Sins wurde im Jahr 2004 von Marco, Ben, Bonzo und Thomas (alle ehemals Eyeless View) und Nico gegründet. In dieser Besetzung wurden einige Konzerte gespielt und ein erstes Demo aufgenommen.
Im Jahr 2006 erschien dann das erste Album Today´s Black Death auf Circulation Records (u. a. Heaven Shall Burn, Narziss, Faust Again, Comecloser). Nach den Aufnahmen zum Album verließ Schlagzeuger Bonzo die Band, um weiter bei Comecloser Bass zu spielen. Nahtlos wurde er von Christian ersetzt. In dieser Konstellation konnten die gespielten Konzerte auf den europäischen Raum ausgeweitet werden.
Im darauffolgenden Jahr verließ Bassist Thomas die Band. Extra für diesen Anlass wurde der Song Waving Flags in Times of Fire aufgenommen und zum Abschied auch verfilmt. Das Video wurde von N13-Media produziert, die bereits für den Song About Hope (erschienen auf Today’s Black Death) einen Videoclip in Szene gesetzt haben. Der Posten am Bass wurde durch Normen besetzt.
Das zweite Album von Bury My Sins namens King of All Fears wurde Ende des Jahres 2007 auf dem Label Guideline Records veröffentlicht. Das ehemalige Label Circulation Records hatte zu diesem Zeitpunkt bereits alle Neuveröffentlichungen auf Eis gelegt und kurze Zeit später den gesamten Betrieb eingestellt. Im Frühling 2008 verließ schließlich Nico die Band und wurde von Harald an der Gitarre ersetzt. In dieser Zeit erfolgte auch eine Trennung von Guideline Records.
Ende des Jahres 2009 wurden neue Lieder im Rape of Harmonies-Studio für die dritte Veröffentlichung aufgenommen. Die mit Rats betitelte EP wird Ende Februar 2010 von Shark Men Records aus Leipzig (u. a. War from a Harlots Mouth, Miles Away, Zero Mentality) und Damage Done Records aus Prag (u. a. Modern Crimes, Flowers for Whores, Lahar) als CD sowie 10 Inch Vinyl veröffentlicht.

## Diskografie
- 2005 Demo (CD, DIY)
- 2006 Today's Black Death (CD, Circulation Records)
- 2008 King of All Fears (CD, Guideline Records)
- 2010 Rats EP (CD / 10" Vinyl, Shark Men Records / Damage Done Records)